# Agardhiella formosa
Agardhiella formosa is een slakkensoort uit de familie van de Argnidae. De wetenschappelijke naam van de soort is voor het eerst geldig gepubliceerd in 1848 door L. Pfeiffer.